# 史记
| 中國二十四史 | 中國二十四史   | 中國二十四史 | 中國二十四史 | 中國二十四史 |
| 次序         | 書名           | 作者         | 作者         |              |
| 次序         | 書名           | 姓名         | 時代         |              |
| ------------ | -------------- | ------------ | ------------ | ------------ |
| 1            | 史记           | 司馬遷       | 西漢         |              |
| 2            | 汉书           | 班固         | 東漢         |              |
| 3            | 后汉书         | 范曄         | 劉宋         |              |
| 4            | 三國志         | 陈寿         | 西晋         |              |
| 5            | 晋书           | 房玄龄等     | 唐           |              |
| 6            | 宋书           | 沈约         | 蕭梁         |              |
| 7            | 南齐书         | 萧子显       | 蕭梁         |              |
| 8            | 梁书           | 姚思廉       | 唐           |              |
| 9            | 陈书           | 姚思廉       | 唐           |              |
| 10           | 魏书           | 魏收         | 北齐         |              |
| 11           | 北齐书         | 李百药       | 唐           |              |
| 12           | 周书           | 令狐德棻等   | 唐           |              |
| 13           | 南史           | 李延寿       | 唐           |              |
| 14           | 北史           | 李延寿       | 唐           |              |
| 15           | 隋书           | 魏徵等       | 唐           |              |
| 16           | 旧唐书         | 刘昫等       | 后晋         |              |
| 17           | 新唐书         | 欧阳修等     | 北宋         |              |
| 18           | 旧五代史       | 薛居正等     | 北宋         |              |
| 19           | 新五代史       | 欧阳修       | 北宋         |              |
| 20           | 宋史           | 脱脱等       | 元           |              |
| 21           | 辽史           | 脱脱等       | 元           |              |
| 22           | 金史           | 脱脱等       | 元           |              |
| 23           | 元史           | 宋濂等       | 明           |              |
| 24           | 明史           | 张廷玉等     | 清           |              |
| 相關         | 東觀漢記       | 劉珍等       | 東漢         |              |
| 相關         | 新元史         | 柯劭忞       | 民國         |              |
| 相關         | 清史稿         | 趙爾巽等     | 民國         |              |
| 相關         | 點校本二十四史 | 顧頡剛等     | 共和國       |              |

《史記》，最早稱為《太史公書》或《太史公记》，是西汉汉武帝时期的任职太史令的司馬遷（太史公）编写的纪传体史书，记载自傳說中的黄帝至汉武帝太初年間共二千五百年的中国历史，与後來的《汉书》、《後汉书》、《三國志》合称“前四史”。全书包括本纪12卷、世家30卷、列传70卷、表10卷、书8卷，共130卷，52万6500餘字。该书原稿约在西汉末年佚失，目前存世最古的史记残卷是日本京都高山寺藏中国六朝抄本；存世最古的完整史记為现藏於臺灣中央研究院历史语言研究所的北宋“景祐本”《史记集解》（其中有十五卷为别版补配）、及日本藏南宋版黃善夫刻《史記三家註》。
作者司馬遷以其“究天人之际，通古今之变，成一家之言”（《報任少卿書》）的史识，对後世史学和文学的发展皆产生了深远影响。《史记》首创的纪传体撰史方法为後来历代“正史”所传承。《史记》同时是一部优秀的文学著作，鲁迅称其为“史家之绝唱，无韻之離騷”。

## 書名由來
《太史公书》最初無固定书名，或称《太史公记》、《太史公传》、《太史記》、《太史公》。《史记》本来是古代史书的通称，从三國時代开始，逐渐成为“太史公书”的专称。

## 作者与成书
司馬遷著《史记》，其史學觀念在於“究天人之際，通古今之變，成一家之言”（《報任少卿書》）。司馬遷探求的天人之際，並非承認天的神秘力量，而是重視天人之間關係的演變，從而了解“古今之變”的關鍵，探求出歷史動態發展變化的層面，最終完成“一家之言”。而他的撰述動機，主要有以下三方面：
1. 司馬遷為了繼承其父司馬談編訂史書的遺志，完成撰述《史記》的宏願。司馬氏在周朝时世為史官。虽然自春秋时期就失去官职，司馬談却把修撰史书视为自己的神圣职责，一心繼承先人久絕的世業—太史令，重现孔子撰述《春秋》的精神，整理和論述上代歷史。《隋書·經籍志》說：「談乃據《左氏春秋》、《國語》、《世本》、《戰國策》、《楚漢春秋》，接其後事，成一家之言。」可見司馬談有意繼續編訂《春秋》以後的史事。漢武帝元封元年，武帝进行封禪大典，司馬談身為太史令，卻無緣參與當世盛事，引為終生之憾，憂憤而死。他死前將遺志囑咐兒子司馬遷說：「今天子接千歲之統，封泰山，而余不得從行，是命也夫！余死，汝必為太史，無忘吾所欲論著矣……」司馬遷則回答道：「小子不敏，請悉論先人所次舊聞。」可知司馬遷乃秉承父親的遺志完成史著。而《史記》以「封禪書」為其八書之一，即見其秉先父之意。
2. 司馬遷想繼承《春秋》精神。司馬遷在〈太史公自序〉說：「先人有言，自周公卒，五百歲而有孔子，孔子卒後，至於今五百歲，有能紹明世，正《易傳》、繼《春秋》、本《詩》、《書》、《禮》、《樂》之際，意在斯乎？意在斯乎？小子何敢讓焉？」此正暗示其有明道義，顯揚志業人物的使命。《春秋》的下限，到魯哀公獲麟之年（指春秋魯哀公十四年），此後的史事就沒有完整的史籍記載。司馬遷是紹繼《春秋》，並以漢武帝元狩元年「獲麟」及太初元年改曆下限，撰寫史記。然而，司馬遷繼承《春秋》，不僅是要形式上承繼周公以來的道統，反而是重視《春秋》的性質，他在《太史公自序》說：「夫《春秋》，上明三王之道，下辨人事之紀，別嫌疑，明是非，定猶豫，善善惡惡，賢賢賤不肖，存亡國，繼絕世，補敝起廢，王道之大者也……《春秋》以道義，撥亂世，反之正，莫近於《春秋》。」可見司馬遷對「春秋之義」和「春秋筆法」心儀已久，這是他要承孔子的真意、秉承《春秋》褒貶精神，撰述《史記》。
3. 司馬遷要肩負史家職責。據《後漢書·百官志》載，「太史令」只是俸禄六百石的小官，職責僅在於管理圖籍，掌管星象天文，最多也只是記錄上代及當代事情，並無著述的責任。然而，司馬談和司馬遷明顯不滿足於「拾遺補蓺」。司馬談早有整理上代歷史的計劃，可惜卻「發憤而卒」，臨終前叮囑司馬遷，認為「自獲麟以來，史記放絕。今漢興，海內一統，明主、賢君、忠臣、死義之士」甚多，身為太史令，有完成論載上代歷史的任務。司馬遷在《太史公自序》也指出身為太史的職責說：「且余嘗掌其官，廢明聖盛德不載，滅功臣、世家、賢大夫之不述，隳先人之言，罪莫大焉。」因此，司馬遷一心秉承先人世傳及「述往事以思來者」的責任感，決意撰述《史記》。在《報任安書》中亦透露著述《史記》的目的，他說「凡百三十篇，亦欲以究天人之際，通古今之變，成一家之言。」可見他不但要完成太史令的責任，更要盡史學家的職責。

吕思勉认为《史记》当中有一大部分甚至是极大部分并非司马迁所作，而是司马迁抄篡古书所得，《序》和《论赞》部分基本可以肯定是他自己所作，但仍然有可能为其父亲司马谈所作，无法加以考证。

## 史料来源
1. 简牍。《谍记》、《五帝系谍》、《世本》、《尚书》、《秦记》、《山高》、《乘马》、《轻重》、《九府》及《晏子春秋》、《司马兵法》、《春秋历谱谍》、《春秋左传》、《春秋》、《国语》、《战国策》、《离骚》、《天问》、《韩非子》等；
2. 档案。司马氏世为史官，司马迁当任太史，因此能见到汉初档案如诏令、记功册等，并且用作写史的资料；
3. 见闻。比如文中有诸如“吾闻之周生曰，‘舜目盖重瞳子’，又闻项羽亦重瞳子”、“吾闻冯王孙曰：‘赵王迁，其母倡也……’”、“公孙季功，董生与夏无且游，具知其事，为余道之如是”等；
4. 游历。比如文中有诸如：“余尝西至崆峒，北至涿鹿，东渐于海，南浮江淮”（《五帝本纪》）；“余登庐山”（《河渠书》）；“吾过大梁之墟”（《魏公子列传》）等。

## 内容

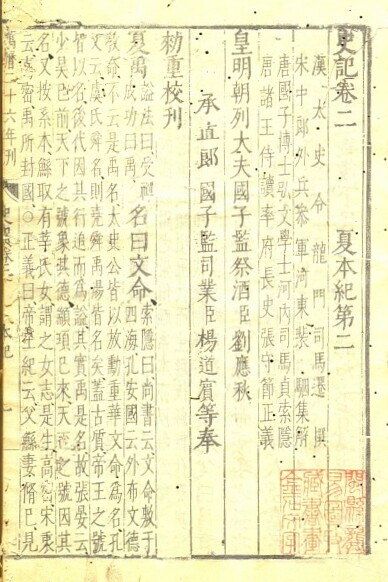
明萬曆二十六年北國子監刊《史記·夏本纪》（皇明朝列大夫國子監祭酒劉應秋、承直郎國子監司業楊道賓等奉敕重校勘）

《史記》內容記載自傳說中的黃帝以來至漢武帝時期以來的歷史，全书分成〈本紀〉、〈表〉、〈書〉、〈世家〉和〈列傳〉五个主题，加上最後的〈太史公自序〉，又細分成一百三十卷（篇）。其中，〈本紀〉记载“天下”統治者的事蹟，“网罗天下放失旧闻，王迹所兴，原始察终，见盛观衰……著十二本纪，既科条之矣。”；〈表〉以表格的方式排列整理事件次序或歷史動態，“并时异世，年差不明，作十表。”；〈書〉的內容有關歷代典章制度，“礼乐损益，律历改易，兵权山川鬼神，天人之际，承敝通变，作八书”；〈世家〉描述影響深遠的家系、周代的诸侯国和汉代的王侯貴族事蹟，“二十八宿环北辰，三十辐共一毂，运行无穷。辅拂股肱之臣配焉，忠信行道，以奉主上，作三十世家。”；〈列傳〉呈現的是歷史上各類人物的歷史表現與社會的種種樣貌，“扶义倜傥，不令己失时，立功名于天下，作七十列传。”。不同於以往的史書，《史記》的寫作方式首開紀傳體之先河：以描寫人物的生平為主，年代先後為副。至此以後，尚有《漢書》、《三國志》和《後漢書》等史著仿效該體，讓紀傳體成為唐代以後官方史著所採用的主流寫作方式。趙翼《廿二史劄記》：「司馬遷參酌古今，發凡起例，創為全史，本紀以序帝王，世家以記侯國，十表以繫時事，八書以詳制度，列傳以誌人物，然後一代君臣政事賢否得失，總彙於一編之中。自此例一定，歷代作史者，遂不能出其範圍，信史家之極則也。」
《史记》各篇结构大致由引言、正文和评论组成。〈書〉有引言、正文和评论，〈表〉只有引言和正文表格，〈本紀〉、〈世家〉和〈列傳〉只有正文和评论：正文前是引言，记述写作动机；正文记述历史事件、人物的生平描述，這部分皆以代表性事件或逸事銜接交雜而成；正文後面是评论，通常以“太史公曰”為开头，內容或有作者的個人經歷，或有對人物的評價，或有收集資料的過程，但仍以評論題材人物的性格與行事為主，這也呼應司馬遷在自序中“究天人之際”的寫作目標。
《史記》全文一百三十篇，自司马迁殁就有十篇散失。當時補缺而知其名者有十八家之多，但唯存西汉博士褚少孙之作。其中有些也有可能更有後人补之，如《孝武本纪》摘抄于《封禅书》。

## 文學風格

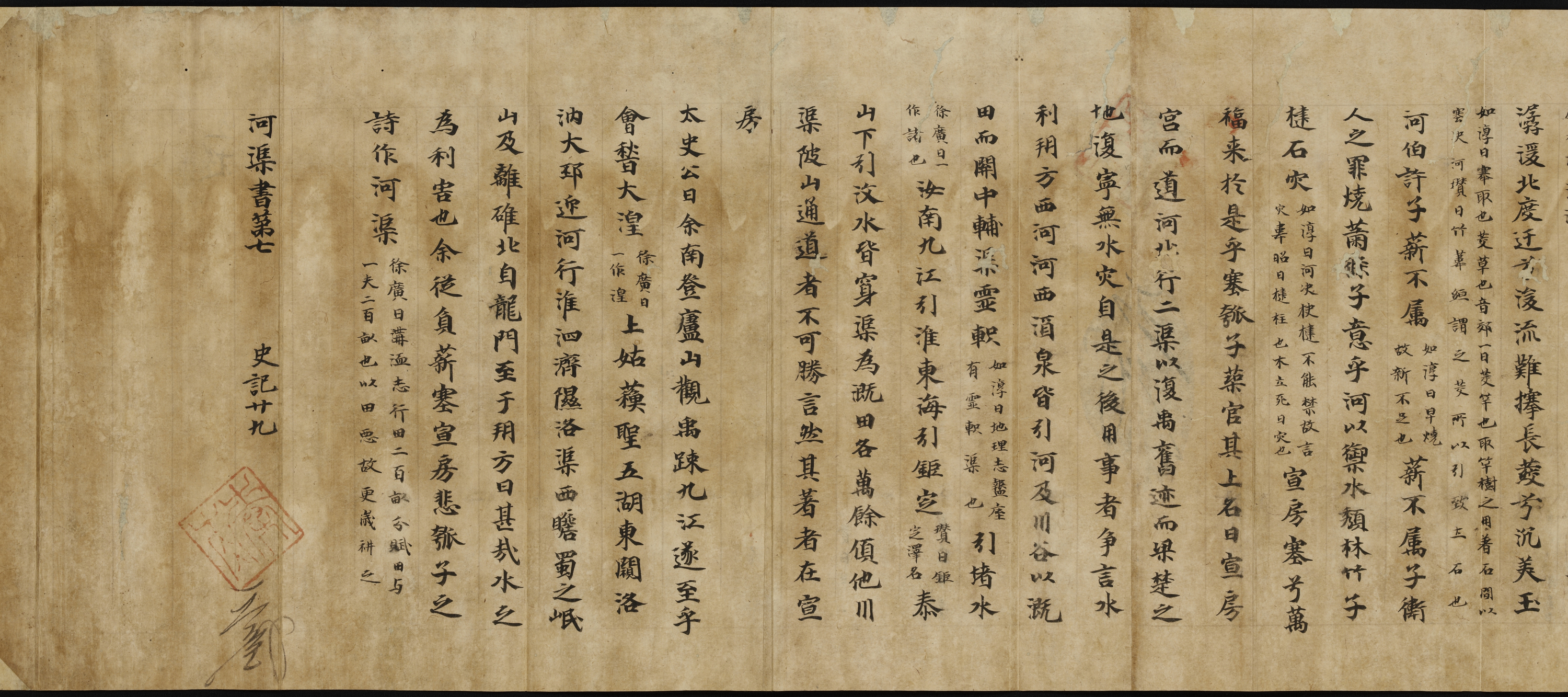
東京國立博物館藏唐《史記集解·河渠書》寫本殘卷（重要文化財）

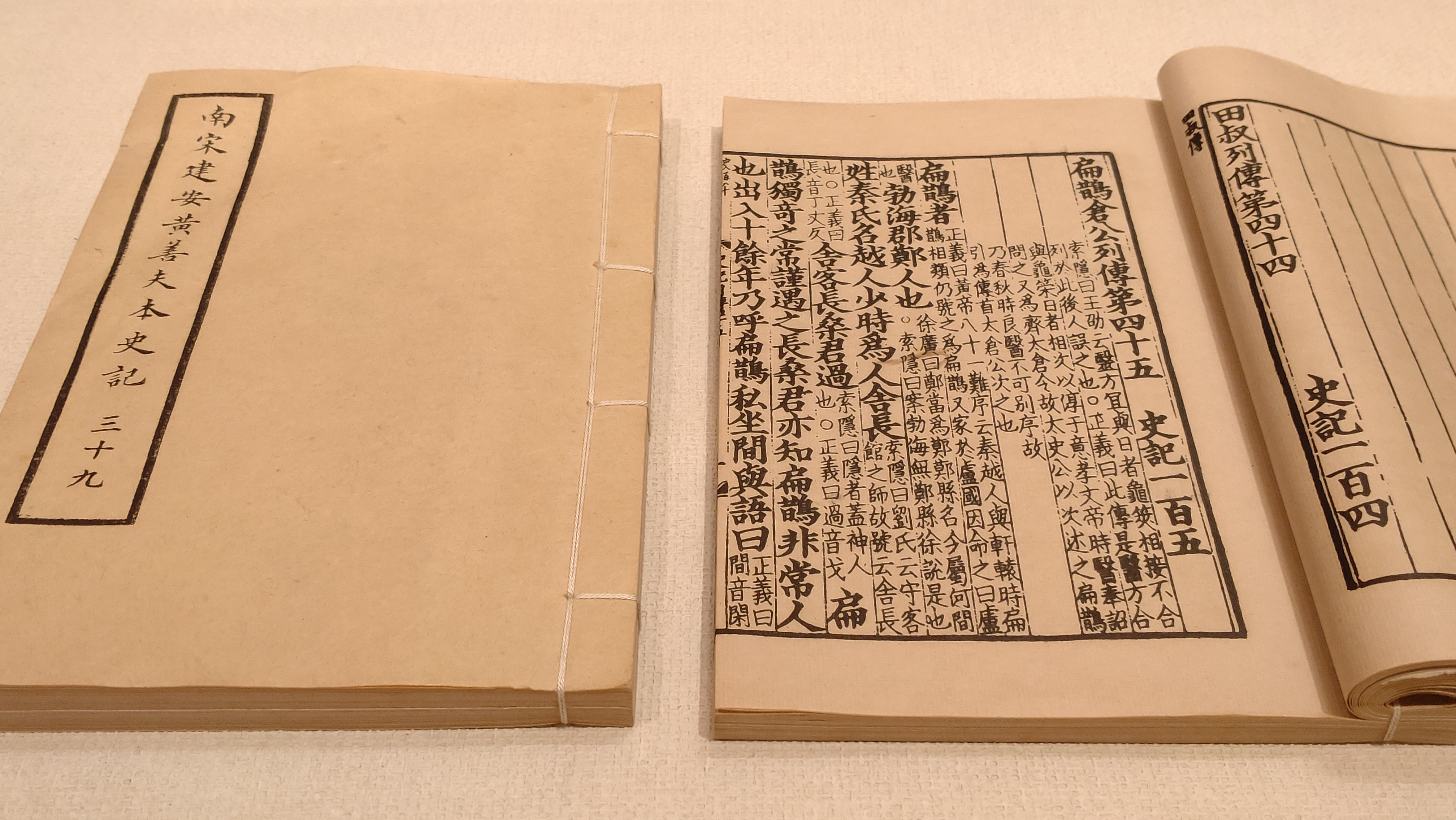
南宋建安黃善夫本《史記三家注》

《史記》有豐富的思想內容，「不虛美、不隱惡」，善寫奇節及壯采偉行，也善於諷刺和暴露現實，有所寄託，善寫悲壯，筆鋒帶感情，抒發憤思，愛憎分明，被魯迅譽為“史家之絕唱，無韻之離騷”。
《史記》長於敘事，善於鋪敘及渲染氣氛，把歷史事件和人物事跡故事化，故事情節曲折跌宕，製造戲劇場面，氣勢雄奇，富於變化，有濃烈的藝術感染力。
《史記》善於描寫人物，刻畫人物心理活動，用對比、襯托手法強化人物性格，選擇歷史人物一生中最有典型意義的事件，來突出人物的性格特徵，並善於細節描寫，以瑣事烘托出人物的性格，用符合人物身份的口語，表現人物的神情態度和性格特點。
《史記》文詞精鍊，詞彙豐富，語言精切淺白，有精粹的語言藝術特色，善用虛字，語氣傳神，並善用民歌與諺語。句式則靈活多變，長短錯落，駢散並用，具參差之美。
司馬遷為了讓每篇傳記避免重複、具備統一審美價值和更加完整，遂創造了嶄新敘事手法「互見法」來撰寫《史記》；「互見法」即是將一個重要人物的事跡透過不同地方分述，而以其本傳為主；或將同一事件分述於不同地方，但以一個地方的敘述為主。

## 版本
现存最古老的《史记》残卷为日本藏南北朝时期的抄本残卷。而最古老的完整版史记为现藏於臺灣中央研究院歷史語言研究所的北宋“景祐本”（其中有十五卷为别版补配）、及日本藏南宋版黃善夫刻《史記三家註》。
白話文版則有韓兆琦譯注的《新白話史記》（简体字本由中華書局出版，繁体字本由台灣三民書局出版），張烈等人譯注的《史記》（简体字本由貴州古籍出版社出版，繁体字本由台灣古籍出版社出版）。
其他工具書則有哈佛燕京社編《史記及注釋綜合引得》、黃福鑾編《史記索引》、李曉光、李波編《史記索引》、鍾華編《史記人名索引》、段書安編《史記三家注引書索引》、倉修良主編《史記辭典》等。
現羅列歷代重要善本如下。
- 十四行本。刊刻于北宋真宗景德年间（1004—1007）。半页十四行，行二十四至二十七字不等。原刻本现藏日本大阪杏雨書屋，仅存六十九卷。南宋覆刻本一百三十卷（有别本补配）藏中国国家图书馆，1955年文学古籍刊行社影印刊行。
- 十行本。《史记》的最早刻本刊于北宋太宗淳化五年（994），半页十行，每行十九字。今已亡佚。北宋仁宗景祐二年（1035），国子监据淳化旧本重刊，即后世所说的“景祐本”，流传至今。原刻本（其中有十五卷为别版补配）现藏台湾中央研究院歷史語言研究所；
- 日本藏南宋版黃善夫《史記三家註》（簡稱「黃善夫本」）
- 明朝嘉靖、萬曆年間南北監刻二十一史本（簡稱「監本」）
- 明朝毛氏汲古閣刻十七史本（簡稱「毛刻本」或「汲古閣本」）
- 清朝乾隆年間武英殿刻二十四史本（簡稱「武英殿本」或「殿本」）
- 清朝同治年間張文虎整理，金陵書局刊行史記集解索隱正義合刻本一百三十卷（簡稱「金陵局本」）
- 民國初年張元濟編輯，商務印書館影印百衲本史記（簡稱「百衲本」）

### 本纪
| 卷     | 目     | 内容       | 备注                                                         |
| ------ | ------ | ---------- | ------------------------------------------------------------ |
| 卷一   | 第一   | 五帝本纪   |                                                              |
| 卷二   | 第二   | 夏本纪     |                                                              |
| 卷三   | 第三   | 殷本纪     |                                                              |
| 卷四   | 第四   | 周本纪     |                                                              |
| 卷五   | 第五   | 秦本纪     | 有一說認為可當為《秦始皇本紀》的上篇                         |
| 卷六   | 第六   | 秦始皇本纪 | 包括秦二世胡亥在位的事蹟                                     |
| 卷七   | 第七   | 项羽本纪   | 虽非皇帝，史記作者以“在权不在位”之名将之编入                 |
| 卷八   | 第八   | 高祖本纪   | 劉邦的正式廟號為太祖                                         |
| 卷九   | 第九   | 吕太后本纪 | 不列名義上的天子漢惠帝本紀，理由与项羽同                     |
| 卷十   | 第十   | 孝文本纪   |                                                              |
| 卷十一 | 第十一 | 孝景本纪   | 一說原篇已闕，從《漢書》補。由於此說缺乏證據，故信從者少     |
| 卷十二 | 第十二 | 孝武本纪   | 原篇名為『今上本紀』，原文已闕，褚少孫據《封禪書》補並改篇名 |

### 表
| 卷       | 目   | 内容                 |
| -------- | ---- | -------------------- |
| 卷十三   | 第一 | 三代世表             |
| 卷十四   | 第二 | 十二诸侯年表         |
| 卷十五   | 第三 | 六国年表             |
| 卷十六   | 第四 | 秦楚之际月表         |
| 卷十七   | 第五 | 汉兴以来诸侯王年表   |
| 卷十八   | 第六 | 高祖功臣侯者年表     |
| 卷十九   | 第七 | 惠景间侯者年表       |
| 卷二十   | 第八 | 建元以来侯者年表     |
| 卷二十一 | 第九 | 建元以来王子侯者年表 |
| 卷二十二 | 第十 | 汉兴以来将相名臣年表 |

### 书
| 卷       | 目   | 内容                                                                             |
| -------- | ---- | -------------------------------------------------------------------------------- |
| 卷二十三 | 第一 | 礼书，已殘，僅存篇首「太史公曰」以下的引言。取荀子的《禮論》及《議兵》來代替正文 |
| 卷二十四 | 第二 | 乐书，已殘，僅存篇首「太史公曰」以下的引言。取《禮記》《樂記》來代替正文         |
| 卷二十五 | 第三 | 律书，一說已佚，張晏謂篇名「兵書」                                               |
| 卷二十六 | 第四 | 历书                                                                             |
| 卷二十七 | 第五 | 天官书                                                                           |
| 卷二十八 | 第六 | 封禅书                                                                           |
| 卷二十九 | 第七 | 河渠书                                                                           |
| 卷三十   | 第八 | 平准书                                                                           |

### 世家
| 卷       | 目       | 世家         | 内容 |
| -------- | -------- | ------------ | --- |
| 卷三十一 | 第一     | 吴太伯世家   | 吴国 |
| 卷三十二 | 第二     | 齐太公世家   | 齊國 |
| 卷三十三 | 第三     | 鲁周公世家   | 魯國 |
| 卷三十四 | 第四     | 燕召公世家   | 燕國 |
| 卷三十五 | 第五     | 管蔡世家     | 蔡國、曹國 |
| 卷三十六 | 第六     | 陈杞世家     | 陳國、杞國 |
| 卷三十七 | 第七     | 衞康叔世家   | 衞國 |
| 卷三十八 | 第八     | 宋微子世家   | 宋國 |
| 卷三十九 | 第九     | 晋世家       | 晉國 |
| 卷四十   | 第十     | 楚世家       | 楚國 |
| 卷四十一 | 第十一   | 越王勾践世家 | 越國 |
| 卷四十二 | 第十二   | 郑世家       | 鄭國 |
| 卷四十三 | 第十三   | 赵世家       | 趙國 |
| 卷四十四 | 第十四   | 魏世家       | 魏國 |
| 卷四十五 | 第十五   | 韩世家       | 韩國 |
| 卷四十六 | 第十六   | 田敬仲完世家 | 田齊 |
| 卷四十七 | 第十七   | 孔子世家     | 孔子 |
| 卷四十八 | 第十八   | 陈涉世家     | 陳勝 |
| 卷四十九 | 第十九   | 外戚世家     | 吕后（漢高祖后），薄姬（漢文帝母），窦皇后（漢文帝后），（薄皇后（漢景帝后，後廢）），王皇后（漢景帝） |
| 卷五十   | 第二十   | 楚元王世家   | 楚元王劉交 |
| 卷五十一 | 第二十一 | 荆燕世家     | 荊王劉賈，燕王劉澤 |
| 卷五十二 | 第二十二 | 齐悼惠王世家 | 齐悼惠王劉肥 |
| 卷五十三 | 第二十三 | 萧相国世家   | 酇侯萧何 |
| 卷五十四 | 第二十四 | 曹相国世家   | 平陽侯曹参 |
| 卷五十五 | 第二十五 | 留侯世家     | 留侯张良 |
| 卷五十六 | 第二十六 | 陈丞相世家   | 曲逆侯陈平，安國侯王陵，辟陽侯審食其 |
| 卷五十七 | 第二十七 | 绛侯周勃世家 | 绛侯周勃 |
| 卷五十八 | 第二十八 | 梁孝王世家   | 梁孝王劉武，梁共王劉買（梁孝王長子），梁平王劉襄（梁共王子），濟川王劉明（梁孝王子），濟東王劉彭離（梁孝王子），山陽哀王劉定（梁孝王子），濟陰哀王劉不識（梁孝王子）                                                                                   |
| 卷五十九 | 第二十九 | 五宗世家     | 漢景帝十三子為王：栗姬子：河間獻王劉德，臨江哀王劉閼于，臨江閔王劉榮；程姬子：魯共王劉餘，江都易王劉非，膠西于王劉端；賈夫人子：趙王劉彭祖，中山靖王劉勝；唐姬子：長沙定王劉發；王夫人兒姁子：廣川惠王劉越，膠東康王劉寄，清河哀王劉乘，常山憲王劉舜。 |
| 卷六十   | 第三十   | 三王世家     | 漢武帝六子中的三子：王夫人子：齊懷王劉閎；李姬子：燕剌王劉旦、廣陵厲王劉胥 |

### 列传
| 卷           | 目       | 列传           | 内容 |
| ------------ | -------- | -------------- | --- |
| 卷六十一     | 第一     | 伯夷叔齊列传   | 伯夷、叔齊 |
| 卷六十二     | 第二     | 管晏列传       | 管仲、晏婴 |
| 卷六十三     | 第三     | 老子韩非列传   | 老子、莊子、申不害、韩非 |
| 卷六十四     | 第四     | 司马穰苴列传   | 司马穰苴 |
| 卷六十五     | 第五     | 孫子吴起列传   | 孙武、孫臏、吳起 |
| 卷六十六     | 第六     | 伍子胥列传     | 伍子胥、白公胜 |
| 卷六十七     | 第七     | 仲尼弟子列传   | 孔子弟子 |
| 卷六十八     | 第八     | 商君列传       | 商鞅 |
| 卷六十九     | 第九     | 蘇秦列传       | 蘇秦、蘇代、蘇厲 |
| 卷七十       | 第十     | 張儀列传       | 張儀、陳軫、犀首 |
| 卷七十一     | 第十一   | 樗里子甘茂列传 | 樗里疾、甘茂、甘羅 |
| 卷七十二     | 第十二   | 穰侯列传       | 魏冉、芈戎 |
| 卷七十三     | 第十三   | 白起王翦列传   | 白起、王翦 |
| 卷七十四     | 第十四   | 孟子荀卿列传   | 孟子、騶忌、騶衍、淳于髡、慎到、騶奭、環淵、接子、田駢、荀子、（公孫龍、劇子、李悝、尸子、長盧、吁子）、墨翟                                                                         |
| 卷七十五     | 第十五   | 孟尝君列传     | 孟尝君田文、馮驩 |
| 卷七十六     | 第十六   | 平原君虞卿列传 | 平原君趙勝、虞卿 |
| 卷七十七     | 第十七   | 魏公子列传     | 信陵君魏公子無忌 |
| 卷七十八     | 第十八   | 春申君列传     | 春申君黃歇 |
| 卷七十九     | 第十九   | 范雎蔡泽列传   | 范雎、蔡泽 |
| 卷八十       | 第二十   | 樂毅列传       | 樂毅、樂間、樂乘 |
| 卷八十一     | 第二十一 | 廉颇蔺相如列传 | 廉颇、蔺相如、李牧 |
| 卷八十二     | 第二十二 | 田單列传       | 田單 |
| 卷八十三     | 第二十三 | 魯仲連鄒陽列传 | 魯仲連、鄒陽 |
| 卷八十四     | 第二十四 | 屈原贾生列传   | 屈原、贾谊 |
| 卷八十五     | 第二十五 | 吕不韦列传     | 吕不韦 |
| 卷八十六     | 第二十六 | 刺客列傳       | 曹沫（劫齊桓公）、專諸（刺吴王僚）、豫讓（刺趙襄子）、聶政（刺俠累）、荊軻（刺秦始皇）                                                                                               |
| 卷八十七     | 第二十七 | 李斯列传       | 李斯 |
| 卷八十八     | 第二十八 | 蒙恬列传       | 蒙恬 |
| 卷八十九     | 第二十九 | 張耳陳餘列传   | 趙王張耳、陳餘 |
| 卷九十       | 第三十   | 魏豹彭越列传   | 魏豹、梁王彭越 |
| 卷九十一     | 第三十一 | 黥布列传       | 淮南王黥布 |
| 卷九十二     | 第三十二 | 淮阴侯列传     | 淮陰侯韓信 |
| 卷九十三     | 第三十三 | 韩信卢绾列传   | 韩王信、燕王卢绾、陽夏侯陳豨 |
| 卷九十四     | 第三十四 | 田儋列传       | 田儋、田榮、田橫 |
| 卷九十五     | 第三十五 | 樊郦滕灌列传   | 舞陽侯樊哙、曲周侯郦商、汝陰侯夏侯婴、潁陰侯灌婴 |
| 卷九十六     | 第三十六 | 张丞相列传     | 北平侯張蒼、汾陰侯周昌、廣阿侯任敖、故安侯申屠嘉。（補：車千秋、韋丞相、魏相、邴吉、黃霸、于定國、韋玄成、匡衡）                                                                     |
| 卷九十七     | 第三十七 | 郦生陆贾列传   | 郦食其、陆贾、平原君朱建 |
| 卷九十八     | 第三十八 | 傅靳蒯成列传   | 陽陵侯傅寬、信武侯靳歙、蒯成侯周緤 |
| 卷九十九     | 第三十九 | 劉敬叔孙通列传 | 建信侯劉敬、稷嗣君叔孙通 |
| 卷一百       | 第四十   | 季布欒布列传   | 季布、曹丘生、季心、丁公；欒布 |
| 卷一百一     | 第四十一 | 袁盎鼂錯列传       | 袁盎、晁错、鄧公 |
| 卷一百二     | 第四十二 | 張释之馮唐列传 | 張释之、馮唐 |
| 卷一百三     | 第四十三 | 萬石張叔列传   | 萬石君石奋、牧丘侯石慶、建陵侯衞綰、塞侯直不疑、周仁、張叔 |
| 卷一百四     | 第四十四 | 田叔列传       | 田叔、田仁 |
| 卷一百五     | 第四十五 | 扁鹊仓公列传   | 扁鹊、淳于意 |
| 卷一百六     | 第四十六 | 吴王濞列传     | 吳王劉濞 |
| 卷一百七     | 第四十七 | 魏其武安侯列传 | 魏其侯竇嬰、武安侯田蚡、灌夫 |
| 卷一百八     | 第四十八 | 韩长孺列传     | 韓安國 |
| 卷一百九     | 第四十九 | 李将军列传     | 李廣 |
| 卷一百十     | 第五十   | 匈奴列传       | |
| 卷一百十一   | 第五十一 | 衛將軍骠骑列传 | 衛青、霍去病（補：嘗從衛將軍之裨將：李廣（已有傳）、公孫賀、李息、公孫敖、李沮、李蔡、張次公、蘇建、趙信、張騫、趙食其、曹襄、韓說、郭昌、荀彘；嘗從骠骑將軍之裨將：路博德、趙破奴） |
| 卷一百十二   | 第五十二 | 平津侯主父列传 | 公孫弘、主父偃 |
| 卷一百十三   | 第五十三 | 南越列传       | 南越王赵佗、文王赵胡、明王赵婴齐、赵建德、苍梧王赵光 |
| 卷一百十四   | 第五十四 | 东越列传       | 闽越王驺无诸、东海王驺摇 |
| 卷一百十五   | 第五十五 | 朝鲜列传       | 卫满、卫右渠 |
| 卷一百十六   | 第五十六 | 西南夷列传     | 夜郎、滇国、邛都、徙、筰都、冉駹、白马国 |
| 卷一百十七   | 第五十七 | 司马相如列传   | 司马相如 |
| 卷一百十八   | 第五十八 | 淮南衡山列传   | 淮南厲王刘長、淮南王刘安、衡山王刘赐 |
| 卷一百十九   | 第五十九 | 循吏列传       | 孫叔敖、子產、公儀休、石奢、李離 |
| 卷一百二十   | 第六十   | 汲鄭列传       | 汲黯、鄭當時 |
| 卷一百二十一 | 第六十一 | 儒林列传       | 詩：申公、轅固生、韓嬰；書：伏勝；禮：高堂生、徐生；易：楊何；春秋：董仲舒、胡毋生、江生。                                                                                           |
| 卷一百二十二 | 第六十二 | 酷吏列传       | 侯封、鼂錯、郅都、寧成、周陽由、趙禹、張湯、義縱、王溫舒、尹齊、楊僕、減宣、杜周 |
| 卷一百二十三 | 第六十三 | 大宛列传       | 大宛、康居、烏孫、奄蔡、大月氏、安息、條枝、大夏 |
| 卷一百二十四 | 第六十四 | 游侠列传       | 郭解、剧孟、朱家 |
| 卷一百二十五 | 第六十五 | 佞幸列传       | 鄧通、趙同、北宮伯子、周文仁、韓嫣、李延年 |
| 卷一百二十六 | 第六十六 | 滑稽列传       | 淳于髡、優孟、優旃（補：郭舍人、東方朔、東郭先生、王先生、西門豹） |
| 卷一百二十七 | 第六十七 | 日者列传       | 司馬季主〔未闡述諸侯國之俗、僅記司馬季主之事、可能是未完稿。〕 |
| 卷一百二十八 | 第六十八 | 龟策列传       | 占卜 |
| 卷一百二十九 | 第六十九 | 货殖列传       | 范蠡、子贡、猗顿、白圭、乌氏倮、巴寡妇清、卓氏、程郑、孔氏 |
| 卷一百三十   | 第七十   |                | 太史公自序 |

## 流傳狀況
据《汉书》记载，司马迁的外孙杨恽公開發表了《史记》，后因怨望被汉宣帝腰斩。司馬遷的《史記》在漢朝、三國期間屬於禁書，官民不得自由閱讀，即使是王公諸侯亦沒有此權利，東漢明帝、魏明帝曹叡等君主都曾痛批司馬遷誹謗漢武帝，而且《史記》的《孝景本紀》、《孝武本紀》等10篇被刪去，其他篇章亦多有篡改。今日《史記》的版本與司馬遷的原稿差別很大。
例如班固在他的著作《典引》稱，永平十七年某日，漢明帝曾在雲龍門召見他、傅毅、賈逵、杜矩、展隆及郗萌等人，派个宦官拿了篇司马迁的《秦始皇本纪》，詢問他們是否觉得司马迁的史论有不对的地方，班固指司马迁引述贾谊过秦论：「假设子婴有中人之才，秦的社稷还可以保住」，这番话相當有問題。漢明帝劉莊对他的回答很满意，其後派人召见班固，再次問他對司馬遷的看法是否故意投其所好，班固否認。这时汉明帝指，司马迁这人思想很有问题，不是忠臣，汉武帝治过他的罪，他就在史书里把汉武帝写得很不堪；雖然别人都说司马相如浮薄无行，但總比司馬遷強。
魏明帝曹叡亦曾批評過司馬遷，認為司馬遷因為受過宮刑而著《史記》貶損漢武帝，令人痛恨，但大臣王肅卻肯定司馬遷善於敍事，乃良史之才，不虚美，不隐恶。王肅稱汉武帝听说司马迁写了《史记》後，讀到《孝景本纪第十一》和《今上本纪第十二》後，不禁勃然大怒，命人削去了书简上的字，并把这些书简扔掉了。由于汉武帝的毁损，流传到曹魏时代的《史记》，其中的这两篇《本纪》，只有目录，而没有具体文字。王肅稱司馬遷對漢武帝「不隱惡」，令漢武帝惱羞成怒，故迫害司马迁。
此外，自董卓死後文學家蔡邕因同情董卓被下獄，太尉馬日磾為此向王允求情，但王允指當年漢武帝不殺司馬遷，結果司馬遷卻寫下誹謗漢武帝的《史記》，流傳後世，影響極壞。如今朝政不振，事態多變，像蔡邕這種士人絕不可讓他們在皇帝身邊記錄重大事務，否則將來受到非議的，只會是那些反董的士人，由此可見時人對《史記》的看法。

## 注疏
历代对《史记》的评注主要有三家，刘宋裴骃的《史记集解》，唐司马贞的《史记索隐》和张守节的《史记正义》，合称“史记三家注”，常与《史记》共同刊行。
清梁玉绳的《史记志疑》是有清一代史记研究的集大成之作。近代有日本学者瀧川资言的《史记会注考证》较为著名。当代有韩兆琦的《史记笺证》，以三家注和《史记会注考证》为基础，是史记注释详尽之作。以下羅列歷代部分重要註家。
| 书名                     | 作者     | 時代           | 备注                                 |
| ------------------------ | -------- | -------------- | ------------------------------------ |
| 史記音義                 | 延篤     | 東漢           | 現殘存的最早《史記》註解文字。       |
| 史記章隱                 | ？       | 南北朝以前     | 一作“音隐”。作者不詳，五卷。         |
| 史記音義                 | 徐廣     | 東晉           | 與延篤《音義》重名。                 |
| 史记集解                 | 裴骃     | 南北朝刘宋     |                                      |
| 史記音義                 | 鄒誕生   | 南齊           | 與延篤、徐廣的《音義》重名           |
| 史記音解                 | 柳䛒     | 隋朝           | 三十卷，隋末已散佚。                 |
| 史记索隐                 | 司马贞   | 唐朝           | 另補寫《三皇本紀》於《五帝本紀》之前 |
| 史記正義                 | 张守节   | 唐朝           |                                      |
| 史記決疑                 | 陸善經   | 唐朝           |                                      |
| 史記音義                 | 劉伯莊   | 唐朝           | 與其他的《音義》重名                 |
| 漢書注                   | 顏師古   | 唐朝           |                                      |
| 史通                     | 劉知幾   | 唐朝           |                                      |
| 古史                     | 蘇轍     | 北宋           |                                      |
| 學林                     | 王觀國   | 北宋           |                                      |
| 容齋隨筆                 | 洪邁     | 南宋           |                                      |
| 東萊集                   | 呂祖謙   | 南宋           |                                      |
| 班馬字類                 | 婁機     | 南宋           |                                      |
| 班馬異同                 | 倪思     | 南宋           |                                      |
| 習學記言                 | 葉適     | 南宋           |                                      |
| 黃氏⽇抄                 | 黃震     | 南宋           |                                      |
| 困學紀聞                 | 王應麟   | 南宋           |                                      |
| 滹南遺老集               | 王若虛   | 南宋           |                                      |
| 資治通鑑音注             | 胡三省   | 南宋           |                                      |
| 仁山文集                 | 金履祥   | 南宋           |                                      |
| 丹鉛總錄                 | 楊慎     | 明朝           |                                      |
| 史記考要                 | 柯維騏   | 明朝           |                                      |
| 史詮                     | 程一枝   | 明朝           |                                      |
| 震川集                   | 歸有光   | 明朝           |                                      |
| 史記鈔                   | 茅坤     | 明朝           |                                      |
| 泌園集                   | 董份     | 明朝           |                                      |
| 史記評林                 | 凌稚隆   | 明朝           |                                      |
| 史記測義                 | 陳子龍   | 明朝           |                                      |
| 史記考                   | 陳仁錫   | 明朝           |                                      |
| 鈍吟集                   | 馮班     | 明朝           |                                      |
| 湘帆堂集                 | 傅占衡   | 明朝           |                                      |
| 日知錄                   | 顧炎武   | 明朝           |                                      |
| 得樹樓雜鈔               | 查慎行   | 清朝           |                                      |
| 史記注補正、望溪文集     | 方苞     | 清朝           |                                      |
| 義門讀書記               | 何焯     | 清朝           |                                      |
| 春秋大事表               | 顧棟高   | 清朝           |                                      |
| 讀史記十表               | 汪越     | 清朝           |                                      |
| 白天山房雜著             | 王懋竑   | 清朝           |                                      |
| 殿本史記考證             | 張照     | 清朝           |                                      |
| 史記考證                 | 杭世駿   | 清朝           |                                      |
| 史記功臣侯表考證         | 齊召南   | 清朝           |                                      |
| 經史問答                 | 全祖望   | 清朝           |                                      |
| 史記志疑                 | 梁玉繩   | 清朝           |                                      |
| 十七史商榷               | 王鳴盛   | 清朝           | 清代三大史學名著                     |
| 二十二史劄記             | 趙翼     | 清朝           | 清代三大史學名著                     |
| 廿二史考異               | 錢大昕   | 清朝           | 清代三大史學名著                     |
| 漢書辨疑                 | 錢大昭   | 清朝           |                                      |
| 三書正譌、月表正譌       | 王元啟   | 清朝           |                                      |
| 金石萃编                 | 王昶     | 清朝           |                                      |
| 史記左傳雕題             | 中井積德 | 江户时代       |                                      |
| 龍城札記、鍾山札記       | 盧文弨   | 清朝           |                                      |
| 惜抱軒筆記               | 姚鼐     | 清朝           |                                      |
| 考信錄                   | 崔述     | 清朝           |                                      |
| 讀書雜志                 | 王念孫   | 清朝           |                                      |
| 經傳釋詞、經義述聞       | 王引之   | 清朝           |                                      |
| 四史發伏                 | 洪亮吉   | 清朝           |                                      |
| 讀書叢錄                 | 洪頤煊   | 清朝           |                                      |
| 漢書疏證                 | 沈欽韓   | 清朝           |                                      |
| 史記蠡測                 | 林伯桐   | 清朝           |                                      |
| 銅熨斗軒隨筆             | 沈濤     | 清朝           |                                      |
| 儆居集                   | 黃式三   | 清朝           |                                      |
| 曝書雜記                 | 錢泰吉   | 清朝           |                                      |
| 校刊史記札記、舒藝室隨筆 | 張文虎   | 清朝           |                                      |
| 求闕齋讀書錄             | 曾國藩   | 清朝           |                                      |
| 史記札記                 | 郭嵩燾   | 清朝           |                                      |
| 漢書注補正               | 周壽昌   | 清朝           |                                      |
| 湖樓筆談                 | 俞樾     | 清朝           |                                      |
| 越縵堂日記               | 李慈銘   | 清朝           |                                      |
| 史記漢書瑣言             | 沈家本   | 清朝           |                                      |
| 漢書補注                 | 王先謙   | 清朝           |                                      |
| 史記探源                 | 崔適     | 清朝           |                                      |
| 史記會注考證             | 瀧川資言 | 日本近現代     |                                      |
| 觀堂集林                 | 王國維   | 中華民國       |                                      |
| 史記訂補                 | 李笠     | 中華民國       |                                      |
| 史林雜識                 | 顧頡剛   | 中華民國       |                                      |
| 史記新證、漢書新證       | 陳直     | 中華民國       |                                      |
| 史記斠證                 | 王叔岷   | 中華民國       |                                      |
| 史記會注考證校補         | 水澤利忠 | 日本現代       |                                      |
| 史記箋證                 | 韓兆琦   | 中華人民共和國 |                                      |

## 影響
文學方面，唐代韓愈、柳宗元，宋代歐陽修、三蘇，明代歸有光，清代桐城派的散文，均受《史記》影響。後世傳記的體制，以及在傳記之後用論贊表達作者見解的形式，都源於《史記》。而《史記》人物及相關歷史事件，成為後世小說、戲曲、詩詞的寫作素材。

## 評論
- 班固批評《史記》，說它“是非頗謬于聖人，論大道則先黃老而後六經，序遊俠則退處士而進奸雄，述貨殖則崇勢利而羞貧賤，此其所蔽也。然自刘向、扬雄博极群书，皆称迁有良史之材，服其善序事理，辨而不华，质而不俚，其文直，其事核，不虚美，不隐恶，故谓之实录”。
- 干宝对《史记》不满，《史通·二体篇》：“晋世干宝著书，乃盛誉丘明而深抑子长。其义能以三十卷之约括囊二百四十年事，靡有遗也。”又“及干令升史议，历诋诸家而独归美《左传》。丘明能以三十卷之约，括囊二百四十年之事，靡有孑遗。斯盖立言之高标，著作之良模也。”
- 劉知幾曾說：“自戰國以下，辭人屬文，皆偽立客主，假相酬答。”[參⁠ 28]劉知幾甚至說《史記》將寓言、神話、傳說當作史料，“至於屈原《離騷》辭，稱遇漁夫于江渚；宋玉《高唐賦》，云夢神女于陽臺。夫言並文章，句結音韻。以茲敍事，足驗憑虛。而司馬遷、習鑿齒之徒，皆采為逸事，編諸史籍，疑誤後學，不其甚邪！”
- 周亮工在《尺牍新抄》中表示：“垓下是何等时？虞姬死而弟子散，匹马逃生，身迷大泽，亦何暇更作歌诗？既有作，亦谁闻之，而谁记之欤？吾谓此数语者，无论事之有无，应是太史公笔补造化代为传神。”
- 黄震在《黄氏日抄》中说：“凡看卫霍传，须合李广看，卫霍深入二千里，声振华夷，今看其传，不值一钱。李广每战辄北，困踬终身，今看其传，英风如在。史氏抑扬予夺之妙，岂常手可望哉。”

## 研究書目
- 李長之：《司馬遷的人格與風格》（上海：開明書店，1948）。
- 藤田勝久著，曹峰、廣瀨薰雄譯：《《史記》戰國史料研究》（上海：上海古籍出版社，2008）。
- 呂世浩著，《從《史記》到《漢書》－轉折過程與歷史意義》，台北市：國立臺灣大學出版中心，2009。ISBN 9860219664
- 倪豪士. . 北京大学学报(哲学社会科学版). 2008, (4): 111–119  [2022-05-14]. ISSN 1000-5919. NCPSSD 27911311.
- 柯馬丁：〈《史記》裡的‘作者’概念 （页面存档备份，存于）〉。
- 柯馬丁：〈漢史之詩：《史記》、《漢書》敘事中的詩歌含義[永久]〉。
- 叶嘉莹. . 中国韵文学刊. 2009, 23 (4): 42–53  [2022-05-14]. ISSN 1006-2491. doi:10.16275/j.cnki.ywxk.2009.04.007. NCPSSD 32728008.
- 町田三郎连清吉. . 北京师范大学学报. 1992, (3): 63–67  [2022-05-14]. ISSN 1002-0209. NCPSSD 1002594325.
- 周建渝. . 复旦学报(社会科学版). 2010, (3): 87–97  [2022-05-14]. ISSN 0257-0289. NCPSSD 33949962.
- 杨燕起：《史记与中国史学》（北京：北京师范大学出版社，2015）ISBN 7516169307。

## 外部連結
[在维基数据编辑]
 在维基文库阅读本作品原文（ 在维基共享资源阅览影像）
 《欽定古今圖書集成·理學彙編·經籍典·史記部》，出自陈梦雷《古今圖書集成》
- 《史记》在线阅读（页面存档备份，存于）
- 《史记》全文（页面存档备份，存于）（繁體中文）
- 《史记》全文（页面存档备份，存于）（繁體中文）
- 《史记》全文（页面存档备份，存于）（简体中文）
- 《史记》在世界数字图书馆上的资料（简体中文）